# Эронз, Эдвард
Эдвард Сидни Эронз (11 сентября 1916 — 16 июня 1975) — американский писатель.

## Биография
Родился 11 сентября 1916 года в Филадельфии, штат Пенсильвания, и получил степень по литературе и истории в Колумбийском университете. Во время учёбы работал в разных местах, чтобы оплатить учёбу, в том числе работал газетным репортёром и рыбаком. В 1933 году, будучи студентом, он выиграл конкурс рассказов. Во время Второй мировой войны, после нападения японцев на Перл-Харбор, с 1941 года он служил в Береговой охране США и закончил её в 1945 году, получив звание старшего унтер-офицера.
Написал 80 романов, 40 из которых вошли в серию «Assignment», опубликованную издательством Fawcett Books. Только книги «Assignment» были проданы тиражом более 23 млн экземпляров и переизданы на 17 языках. Один из романов был написан под псевдонимом «Paul Ayres» (Dead Heat), а тридцать — под именем «Edward Ronns». Он также писал рассказы для детективных журналов, таких как «Detective Story Magazine» и «Scarab». Среди его ранних работ — «УThe Art Studio Murders» (1950) и «The Decoy» (1951). Серия «Assignment» начала создаваться в 1955 году.
После смерти Эдварда Эронза 16 июня 1975 года его брат Уильям Эронз (1914—2002) продолжил публиковать серию как исполнитель наследства; в 1976 году вышли 41-й и 42-й тома серии. В томах 43—48 автором указан Will B. Aarons, но они были написаны гостра́йтером Лоуренсом Холлом (англ. Lawrence Hall).